# Karl Jordan (Politiker)
Karl Georg Michael Jordan (* 29. Juni 1822 in Weichersbach im Main-Kinzig-Kreis; † 15. September 1889 ebenda) war ein deutscher Landwirt und Bürgermeister sowie Mitglied der kurhessischen Ständeversammlung. 

## Leben
Karl Jordan führte in seinem Heimatort einen landwirtschaftlichen Betrieb und war dort als Bürgermeister tätig, als er in den Jahren 1855, 1858, 1860 und zweimal 1861 ein Mandat für die Zweite Kammer der kurhessischen Ständeversammlung erhielt.
Er zählte zu den wenigen regierungsfreundlichen Bauern.